# Calogero-Moser-Sutherland-Modell
Calogero-Moser-Sutherland-Modelle (kurz CMS-Modelle) sind eine Art von integrablen eindimensionalen Vielkörpersystemen, welche mit exakten Resultaten sowohl aus der klassischen als auch quantentheoretischen Sicht studiert werden können. Solche Modelle bestehen aus punktartigen Teilchen auf einer Linie oder einem Kreis mit quadratischen und/oder invers quadratischen Wechselwirkungen. CMS-Modelle sind benannt nach Francesco Calogero, Jürgen Moser und Bill Sutherland. Calogero untersuchte erstmals im Jahr 1971 das Quantenmodell auf einer Linie mit sowohl einer quadratischen als auch invers quadratischen Wechselwirkung. Er berechnete das Energiespektrum und beschrieb die Streuung von Solitonen ohne den quadratischen Term. Sutherland beschrieb im Jahr 1971 weiter das Quantenmodell auf dem Kreis und modifizierte den invers quadratischen Term mit dem Sinus. Er berechnete ebenfalls das Energiespektrum und entwickelte einen Algorithmus zur Berechnung der korrespondierenden Eigenfunktionen. Moser bewies später im Jahr 1975 die Integrabilität beider Systeme mithilfe von Lax-Paaren und löste das Streuungsproblem. Eine relativistische Verallgemeinerung von CMS-Modellen wurde später mit den Ruijsenaars-Schneider-Modellen (kurz RS-Modellen) entwickelt.

## Beschreibung
Für {\displaystyle N} punktartige Teilchen auf der reellen Linie {\displaystyle \mathbb {R} } ist die Hamilton-Funktion des CMS-Modells gegeben durch:
{\displaystyle H={\frac {1}{2m}}\sum _{i=1}^{N}p_{i}^{2}+{\frac {g^{2}}{m}}\sum _{1\leq i<j\leq N}V(x_{i}-x_{j}).}
Verschiedene Potentiale führen auf verschiedene CMS-Modelle, dabei sind die vier am häufigsten betrachtete Typen:
- Typ I/rational:
{\displaystyle V(x)={\frac {1}{x^{2}}}.}
- Typ II/hyperbolisch:
{\displaystyle V(x)={\frac {a^{2}}{4\sinh(ax/2)^{2}}},a>0.}
- Typ III/trigonometrisch:
{\displaystyle V(x)={\frac {a^{2}}{4\sin(ax/2)^{2}}}.}
- Typ IV/elliptisch:
{\displaystyle V(x)=\wp (x;\omega _{1},\omega _{2}).}